# 西部电影频道
陕西广播电视台西部电影频道（频道呼号：SXBC-8），该频道是中国第一家由电影集团经营的专业电影频道，隶属于西部电影集团，由陕西广播电视台负责播出。該頻道於2003年12月開播。